# Pseudoacanthocereus brasiliensis
Pseudoacanthocereus brasiliensis es una especie de cactus originaria de Brasil. 

## Descripción
Pseudoacanthocereus brasiliensis es una planta ramificada e inicialmente erecta, luego extendida a postrada con tallos brillantes de color verde. Tiene 4 a 5 (raramente hay 2 a 8) costillas delgadas, altas y ligeramente onduladas. Las pequeñas areolas están separadas de 2 a 4 centímetros. De ellas surgen numerosos las blancas espinas que tienen una punta más oscura y miden 3 centímetros de largo. Las flores son de 12 a 19 centímetros de largo y tiene un diámetro de 11 a 12 centímetros. Los frutos son esféricos e inicialmente verdes y más tarde de color amarillo claro.

## Hábitat
Este cactus es endémico de Brasil. Crece al este de la línea de cresta de la Chapada Diamantina, en el norte y centro-este de Bahía, y en la cuenca del Río Jequitinhonha (asociada con gneis/inselbergs de granito y lajedos) del noreste de Minas Gerais. Esta última subpoblación esta aparentemente separada, pero la especie este posiblemente bajo-registro debido a la destrucción del hábitat en las áreas de intervención. Se produce a altitudes entre 40 y 700 m s. n. m. El área de ocupación se estima en menos de 2.000 km².

## Taxonomía
Pseudoacanthocereus brasiliensis fue descrita por (Britton & Rose) F.Ritter y publicado en Kakteen in Südamerika 1: 47. 1979.
Etimología
Pseudoacanthocereus: nombre genérico que deriva de las palabras griegas: "pseudo" que significa falso, por tanto, falso Acanthocereus.
brasiliensis: epíteto geográfico que alude a su localización en Brasil.
Sinonimia
- Acanthocereus brasiliensis Britton & Rose	[3]